# 豫風瑠乃
豫風 瑠乃（よふう るの、2007年12月20日 - ）は、日本の歌手、アイドル。女性アイドルグループつばきファクトリーのメンバー。
大阪府出身（広島県生まれ）。アップフロントプロモーション所属。

## 略歴
2019年
- 「モーニング娘。'19 LOVEオーディション」に応募するも、落選。
- 8月2日、広本瑠璃・橋田歩果・西﨑美空・平山遊季・北原もも・江端妃咲・村越彩菜・植村葉純とともにハロプロ研修生に加入。

2021年
- 5月29日、『Hello! Project 研修生発表会2021 〜春の公開実力診断テスト〜』にてJuice=Juiceの「この世界は捨てたもんじゃない」を披露し、「ベストパフォーマンス賞」を受賞。
- 7月7日、河西結心、八木栞、福田真琳とともにつばきファクトリーに加入することが発表された。
- 11月17日、シングル『涙のヒロイン降板劇/ガラクタDIAMOND/約束・連絡・記念日』でつばきファクトリーとしてメジャーデビュー。

2024年
- 11月22日、数日前から咳の症状がみられ、病院で診察を受けたところ気管支炎と診断され、翌日23日に行われるつばきファクトリーのライブツアーを欠席。

2025年
- 8月23日、西日本出身のハロー!プロジェクトのメンバーによるユニット『ハロプロ西日本』に参加、所属事務所の先輩である杉田二郎の楽曲『戦争を知らない子供たち』のカバーを配信リリース予定。

## 人物
- メンバーカラーはマスタード[12]。
- 血液型O型。身長155 cm[13]。
- 趣味は音楽鑑賞、カラオケ。好きな音楽ジャンルはJ-POP。好きなスポーツはスノーボード[14]。
- 座右の銘は「七転び八起き」[14]。
- ハロプロ研修生加入前にはミュージカルを経験しており、本格的に歌を始めたきっかけだという[15]。
- 「瑠乃」という名前は、響きが良いため、また、「瑠」には瑠璃色のように美しく成長してほしいという願いと、「乃」には古風な印象があり、清楚に美しく育ってほしいという願いを込めて命名された[16]。
- 幼少期から、父親の影響でモーニング娘。の動画を見て憧れ、オーディションを経て、ハロプロ研修生に加入。憧れの先輩は、高木紗友希（元Juice=Juice）、横山玲奈（モーニング娘。）[17]。

## 出演

### テレビ
- テレ東60祭!ミュージックフェスティバル2023～一生聞きたい!昭和・平成・令和ヒット曲100連発～（2023年11月15日、テレビ東京） - 特別編成のミニモニ。として出演

### コンサート
- メロン記念日’25 LIVE TOUR〜熟メロン〜（2025年9月6日・15日、2都市4公演） - ゲスト出演[18]

### イベント
- ラジオ関西公開録音「ホームランドーム presents つばきファクトリー・勇気 It's my Life!」（2023年9月18日、ホームランドーム姫路店）

## 書籍

### 雑誌連載
- なかよし ハロプロメンバー 激推しマンガトーク（2022年10月号 - 、講談社） - 江端妃咲（Juice=Juice）との共同連載。

## 所属グループ・ユニット
- つばきファクトリー（2021年 - ）
- ハロプロ西日本（2025年 - ）